# اتهام‌های سوء رفتار جنسی شان کمبز

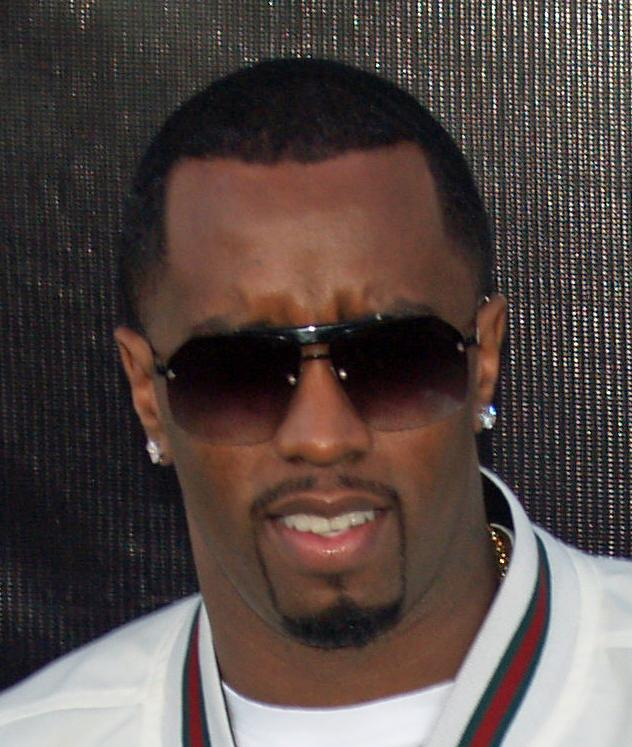
شان کمبز در سال ۲۰۰۷

رپر آمریکایی شان کمبز (همچنین با نام «پی دی‌دی» شناخته می‌شود) با چندین اتهام سوء رفتار جنسی روبرو شده است. یک زن در سال ۱۹۹۰ او و آرون هال را به تجاوز جنسی به او و دوستش متهم کرد. بین نوامبر و دسامبر ۲۰۲۳، او توسط چهار زن از جمله دوست دختر سابقش کسی ونتورا به سوء رفتار جنسی متهم شد. او در فوریه ۲۰۲۴ توسط تهیه‌کننده سابق خود رادنی جونز به تجاوز جنسی متهم شد و در سپتامبر همان سال به‌طور فدرال به قاچاق جنسی، اخاذی به تهدید و حمل و نقل برای انجام فحشا متهم شد.
در ۱ اکتبر ۲۰۲۴، واشینگتن پست گزارش داد که تیمی از وکلای دادگستری ۱۲۰ شکایت دیگر را در مورد حملاتی که در طول سال‌های ۲۰۰۰ و ۲۰۱۰ رخ داده‌اند، تشکیل خواهند داد، که ۲۵ نفر از آنها زیر سن قانونی و نیمی از قربانیان مرد و نیمی زن بودند. برخی ادعا می‌کنند که مواد مخدر دریافت کرده‌اند یا به آنها حق‌السکوت پیشنهاد شده است. نام متهمان دیگری غیر از کمبز نیز در این دعاوی وجود دارد.
در ۱۰ اکتبر ۲۰۲۴، یک قاضی فدرال ۵ مه ۲۰۲۵ را به عنوان تاریخ شروع محاکمه جنایی کمبز تعیین کرد. در سال ۲۰۲۴ او نسبت به تمام اتهامات جنایی فدرال خود اظهار بی‌گناهی کرده است. او بعداً در سال ۲۰۲۵ به اتهام قاچاق جنسی، اخاذی و حمل‌ونقل برای انجام فحشا محاکمه کیفری شد و در همه اتهامات به جز دو مورد اتهام حمل‌ونقل بی‌گناه شناخته شد. با این حال، او باید تا زمان صدور حکم در زندان بماند.

## مهمانی‌های سفید
شان کمبز/دیدی به خاطر برگزاری مهمانی‌های که همه لباس سفید بر تن داشتند، شهرت دارد. او یک بار این مهمانی‌ها را «شکستن موانع نژادی، شکستن موانع نسل‌ها» توصیف کرد. اولین مهمانی در تعطیلات آخر هفته روز کارگر در سپتامبر ۱۹۹۸ برگزار شد. طبق سنت اصلی، مهمانی سفید شان کمبز/دیدی در خانه او در همپتنز برگزار می‌شد. آخرین مهمانی سفید در ۴ ژوئیه ۲۰۰۹ در بورلی هیلز برگزار شد. «تام اسووپ»، کارشناس سابق صنعت موسیقی در خاطرات خود بازگو کرده است، که «سطوح ورود طبقه‌ای وجود داشت، به این معنی که برخی از مهمانان به مناطق و فعالیت‌هایی دعوت داشتند که برخی دیگر از مهمانان اطلاعی از آن نداشتند.»
در طول سال‌ها، «هر کسی که باشد» در یک یا چند سال در مهمانی سفید دیدی شرکت کرد. بازیگران، نوازندگان، مدل‌ها، افراد اجتماعی و غیره اگر به اندازه کافی «خوش شانس» برای دریافت دعوتنامه بودند، به این رویداد می‌رفتند. آریتا فرانکلین، جی-زی، بیانسه، کیم کارداشیان، پاریس هیلتون، سارا جسیکا پارکر، لئوناردو دی کاپریو، اشتون کوچر همگی در یک مرحله ای از مراسم پارتی سفید شرکت داشتند.
ویدیوی از شان «دیدی» کُمبز منتشر شده است که به مهمانان یکی از میهمانی‌های سفید افسانه‌ای خود در همپتنز می‌گوید که «وقت آن رسیده است که بچه‌ها به خانه بروند و جشن واقعی دارد شروع می‌شود.» تام اسووپ و دیگران در مورد فحشا و مواد مخدری که وجود داشت - اکستازی، کوکائین - صحبت کرده‌اند اما هیچ گزارشی وجود ندارد که تمام افراد مشهوری که در مهمانی سفید شرکت کرده بودند در فعالیت‌های غیرقانونی شان کمبز/دیدی نیز شرکت داشتند.

## مصاحبه‌ها
در ۴ اکتبر ۲۰۲۴ خواننده زن آمریکایی جگوار رایت در مصاحبه ای با پیرز مورگان عنوان کرد که در مجموع ممکن است هزاران قربانی در رابطه با سوء رفتار جنسی شان کمبز وجود داشته باشند.

## تاریخ

### دعاوی حقوقی

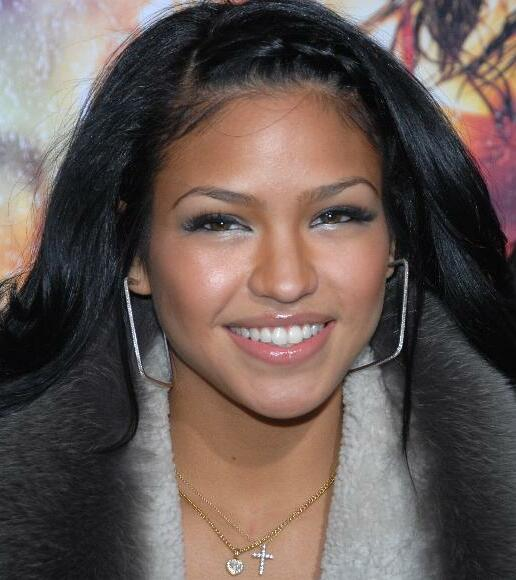
کسی ونتورا

#### شکایتکسی ونتورا
در سال ۲۰۲۳، کسی ونتورا شکایتی را تنظیم کرد و ادعا کرد که او چندین بار در مدت ده سال توسط کمبز مورد تجاوز جنسی و آزار فیزیکی قرار گرفته است. وکیل شان کمبز بن برافمن این اتهامات را رد کرد. یک روز پس از طرح دعوی، طرفین اعلام کردند که برای حل این پرونده به توافق رسیده‌اند و شرایط توافق بیرون از دادگاه را فاش نکرد. بر اساس این شکایت در زمانی که  ونتورا در سال ۲۰۱۲ یا حوالی آن با خواننده رپ آمریکایی کید کادی در رابطه بوده، کمبز او را تهدید کرده که «ماشین [کادی] را منفجر خواهد کرد».
کودی تأیید کرد که بلافاصله پس از این تهدید، ماشینش واقعاً منفجر شده است.
در ماه مه ۲۰۲۴، سی‌ان‌ان ویدئویی که از کمیز به دست آورده بود، منتشر کرد. این ویدئو مربوط به حادثه‌ای سال ۲۰۱۶ و در راهروی یک هتل است که در آن کمبز، ونتورا را جلوی آسانسور هنگام فرار از هتل گرفته، او را مشت می‌زند و سپس به زمین می‌اندازد و به او لگد می‌زند. این منجر به عذرخواهی کمیز شد که در آن او این حادثه را تصدیق کرد.

#### دیگر شکایت‌ها
در مه ۲۰۱۷، سیندی روئدا، سرآشپز شخصی سابق کُمبز از او در دادگاه عالی شهرستان لس آنجلس به اتهام تلافی و آزار جنسی شکایت کرد. در فوریه ۲۰۱۹، این دعوی با مبلغی نامعلوم حل و فصل شد.
در نوامبر ۲۰۲۳، لیزا گاردنر شکایتی را علیه کمبز تنظیم کرد که مدعی شد او و آرون هال به او و دوستش در سال ۱۹۹۰ تجاوز جنسی کرده‌اند. در همان ماه، جوی دیکرسون-نیل شکایت دیگری مبنی بر اینکه کمبز در سال ۱۹۹۱ به او مواد مخدر و تجاوز جنسی کرده است، و همچنین ویدئوی تجاوز جنسی خود را به اشتراک گذاشت.
در ۶ دسامبر ۲۰۲۳، در شکایتی که در ناحیه جنوبی نیویورک تنظیم شد، یک شخصی که از او نام برده نشده ادعا کرد که در نوجوانی با یک جت شخصی از دیترویت به نیویورک توسط رئیس وقت بدبوی رکوردز، هارو پیر برده شده است. او ادعا می‌کند که در نیویورک در یک استودیوی ضبط توسط کمبز، هارو پیر و یک مهاجم سوم مورد تجاوز قرار گرفته است.
در ۲۶ فوریه ۲۰۲۴، رادنی جونز، تهیه‌کننده، شکایت دیگری را مطرح کرد و کمبز را به تجاوز جنسی به او در زمانی که بین سپتامبر ۲۰۲۲ تا نوامبر ۲۰۲۳ برای او کار می‌کرد، متهم کرد.
در ماه مه، شکایت دیگری از سوی مدل کریستال مک کینی، کمبز را به تجاوز جنسی به او در سال ۲۰۰۳ متهم کرد.
در ۱۰ ژوئن ۲۰۲۴، دریک لی کاردلو-اسمیت شکایتی را در شهرستان لناوی، میشیگان مطرح کرد و مدعی شد که کمبز در یک مهمانی در سال ۱۹۹۷ به او تجاوز جنسی کرده است. به دلیل عدم حضور کمبز در دادگاه در ۹ سپتامبر، کاردلو. - حکم نکول ۱۰۰ میلیون دلاری و حکم منع موقت کمبز برای جلوگیری از فروش دارایی‌ها به اسمیت صادر شد که هر دو در ۱۸ سپتامبر توسط همان قاضی لغو شدند.
در ۱۰ سپتامبر ۲۰۲۴، خواننده زن آمریکایی داون ریچارد، شکایتی را علیه کمبز با اتهام قاچاق جنسی، تجاوز جنسی، حبس کاذب و موارد دیگر مطرح کرد ریچارد همچنین تأیید کرد که شاهد ادعاهای مطرح شده در دادخواست ونتورا بوده است.
در ۲۴ سپتامبر ۲۰۲۴، زنی علیه کمبز شکایت کرد و مدعی شد که او و رئیس امنیتش در سال ۲۰۰۱ هنگامی که ۲۵ ساله بود به او مواد مخدر زدند، او را بستند و به او تجاوز کردند و این حادثه را ضبط کرده‌اند. در ۲۷ سپتامبر، یک مدل از فلوریدا علیه کمبز شکایت کرد و به او اتهام دادن مواد مخدر، تجاوز جنسی و باردار کردنش را داد. اگرچه او به این بارداری با سقط خودبه‌خودی پایان داد، اما عنوان کرد که یکی از همکاران کمبز او را تحت فشار قرار داد تا سقط جنین داشته باشد.

### یورش‌های اجرای قانون و تعقیب کیفری
در ۲۵ مارس ۲۰۲۴، وزارت امنیت میهن ایالات متحده آمریکا با استفاده از حکم جستجو ناحیه جنوبی نیویورک در ارتباط با یک تحقیق در حال انجام نامشخص، به اموال کمبز در لس آنجلس، نیویورک، و میامی یورش بردند. مأموران فدرال رایانه‌ها و سایر دستگاه‌های الکترونیکی را مصادره کردند.
به گزارش [میامی هرالد]، مأموران فدرال در ۲۵ مارس از کمبز در فرودگاه استیجاری اوپالوکا بازجویی کردند. مأموران تعدادی دستگاه الکترونیکی را قبل از اینکه به او اجازه دهند برای تعطیلات برنامه‌ریزی شده خود به آنتیگوآ و باربودا برود توقیف کردند.
کمبز توسط بازرسان وزارت امنیت میهن ایالات متحده آمریکا در منهتن در تاریخ ۱۶ سپتامبر ۲۰۲۴، پس از کیفرخواست منصفه بزرگ دستگیر شد. او به اتهامات قاچاق جنسی در ایالات متحده آمریکا و اخاذی به تهدید متهم شد.
کمبز در اولین حضور در دادگاه خود در دادگاه فدرال منهتن در ۱۷ سپتامبر ۲۰۲۴ ادعا به بی‌گناهی کرد. در طول این حضور در دادگاه، قاضی ناحیه‌ای ایالات متحده «رابین تارنوفسکی» قبول وثیقه از کمبز را رد کرد و به او دستور داد در بازداشت فدرال باقی بماند. در ۱۸ سپتامبر، قاضی دوم، اندرو ال. کارتر جونیور، علیرغم پیشنهاد وکلای خود مبنی بر وثیقه ۵۰ میلیون دلاری، به دلیل نگرانی در مورد تهدید و ارعاب شاهد قبول وثیقه را رد کرد. او در این زمان در بازداشتگاه متروپولیتن، بروکلین زندانی بود.
اتهامات قاچاق جنسی و دزدی علیه غول موسیقی به فهرست رفتارهای مجرمانه ادعایی در طول سال‌ها اضافه شده است.
در اوایل ماه اکتبر ۲۰۲۴، تونی بازبی، وکیل مستقر در تگزاس، در یک کنفرانس مطبوعاتی فاش کرد که وکالت ۱۲۰ شاکی را بر عهده دارد که ادعا می‌کنند در طول دو دهه توسط کمبز مورد سوء رفتار قرار گرفته‌اند. «ما اشخاص فعالی که این رفتار را در پشت درهای بسته انجام می‌دادند، را افشا خواهیم کرد. ما این موضوع را بدون توجه به اینکه چه اشخاصی در آن دخیل هستند، پیگیری خواهیم کرد.»
همچنین اندرو ون آرسدیل، یکی از وکلای شاکیان، به واشینگتن پست گفت که پرونده‌های آتی «از لحاظ گستردگی بی‌سابقه» بوده و شامل اتهاماتی از سوی مردان و زنان است که در زمان حملات ادعایی بین ۹ تا ۳۸ سال سن داشتند. اندرو ون آرسدیل افزود که در هفته‌های آینده ۱۲۰ رسیدگی به شکایت فردی در نیویورک، لس آنجلس و میامی تشکیل خواهد شد. وکیل مدعیان جدید را به عنوان ۶۲٪ آفریقایی آمریکایی از بیش از ۲۵ ایالت معرفی کردند. وی همچنین گفت که ۲۵ نفر از متهمان در زمان وقوع حوادث در اوایل سال ۱۹۹۱، زیر سن قانونی بودند که حتی یک نفر در آن زمان ۹ سال داشت،
وکیل تونی بازبی در پیش نمایش خود از شکایت‌های آینده گفت: «افراد قدرتمند بسیاری … و بسیاری از اسرار کثیف» در این پرونده مطرح خواهند شد. او افزود که تیمش «تصاویر، ویدئو، متن‌ها» را جمع‌آوری کرده است.

## پاسخ‌های صنعت و شرکت
در ۲۴ نوامبر ۲۰۲۳، میسیز اعلام کرد که تمام لباس‌های شان جان را از فروشگاه‌های بزرگ و آنلاین خود بیرون می‌کشد و عملاً به همکاری خود با کمبز پایان می‌دهد. چهار روز بعد، کمبز از ریاست ریولت تی‌وی کنار رفت. تسوری، سیستم نودای، فولابا و هاوس اف تاکورا، همگی به وابستگی خود به تجارت الکترونیک کمبر، امپاور گلوبال (Empower Global) پایان دادند.
هولو تولید یک تلویزیون واقع‌نما برنامه‌ریزی‌شده را که بر روی کمبز و خانواده‌اش متمرکز بود، لغو کرد. سخنگوی شرکت مادر هولو، شرکت والت دیزنی گفت که «نمایش در مراحل اولیه بود و در حال حاضر در حال تولید نیست» آکادمی ملی علوم و هنرهای ضبط تصمیم گرفت دعوت کمبز به شصت و ششمین مراسم جوایز گرمی را در ۴ فوریه «باز ارزیابی» کند. او نامزد جایزه گرمی برای بهترین آلبوم پروگرسیو آر اند بی برای «آلبوم عشق: خارج از شبکه» شد، اما در مراسم شرکت نکرد.
در طول اجرای زنده در نوامبر ۲۰۲۳، کشا آهنگ آغازین آهنگ سال ۲۰۰۹ خود "تیک‌تاک (ترانه) را از «صبح از خواب بیدار شوید مانند پی دیدی» را به «صبح با احساسی مثل من از خواب بیدار شوید.» تغییر داد.
در آوریل ۲۰۲۴، در جشنواره کوچلا در نمایش رنی رپ کشا متن ترانه را به «صبح از خواب بیدار می‌شود، مانند پی دیدی لعنتی» تغییر داد.
تا آوریل ۲۰۲۴، ارقام پخش و پخش رادیویی کمبز به ترتیب ۸۸٪ و ۵۱٫۸٪ کاهش یافت. در مه ۲۰۲۴، استاو دیویدسون، شخصیت رادیویی استرالیایی و سوزان لی، معاون رهبر اپوزیسیون استرالیا خواستار تحریم یا ممنوعیت دائمی موسیقی کمبز از سرویس‌های پخش شدند.
برند تناسب اندام پلتان موسیقی کمبز را از کلاس‌های تناسب اندام و لیست‌های پخش خود حذف کرد، پس از اینکه در ابتدا اعلام کرد که استفاده از آن را «مکث» می‌کند.
در ۷ ژوئن ۲۰۲۴، دانشگاه هاروارد اعلام کرد که دکترای افتخاری کمبز را لغو می‌کند. آنها همچنین کمک و هدیه یک میلیون دلاری او را پس دادند و قرارداد تعهد او را فسخ کردند. نه روز بعد، شهر نیویورک شهردار نیویورک سیتی اریک آدامز لغو اهدای کلید شهر به کمبز را اعلام کرد که در سپتامبر ۲۰۲۳ به او اعطا شد. در ۲۸ ژوئن ۲۰۲۴، دفتر دادستان ناحیه‌ای کاترین فرناندز راندل در شهرستان میامی-دید، فلوریدا لغو مجوز روز شان «دیدی» کمبز، یک تعطیلات سراسری شهری در میامی بیچ، فلوریدا را که به افتخار او در ۱۳ اکتبر ۲۰۱۶ افتتاح شده بود، را اعلام کرد.
ایستگاه‌های رادیویی در سرتاسر جهان شروع به حذف ارجاع به کمبز و نام‌های هنری او و پخش آهنگ‌های او کردند، از جمله آهنگ‌هایی از سیریوس اکس‌ام، آی‌هارت‌مدیا، و دیگران. با این حال، برخی از ایستگاه‌های اینترکام همچنان آهنگ‌های او را تا سپتامبر ۲۰۲۴ پخش می‌کردند.